# La Sotonera

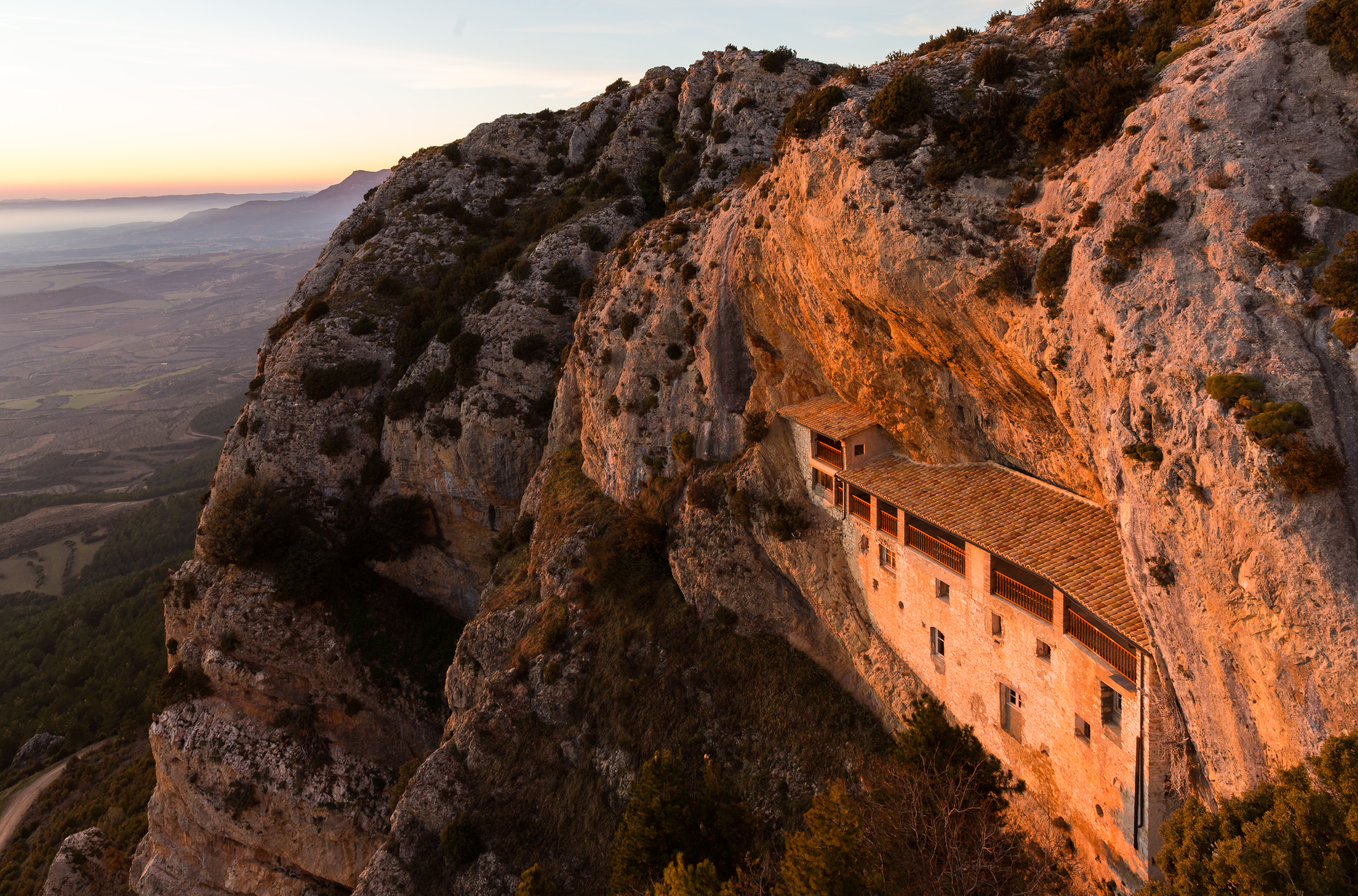
Eremitério em Aniés, La Sotonera.

La Sotonera é um município da Espanha na província de Huesca, comunidade autónoma de Aragão, de área  km² com população de 1053 habitantes (2007) e densidade populacional de 6,48 hab/km².

## Demografia
| Variação demográfica do município entre 1991 e 2004 | Variação demográfica do município entre 1991 e 2004 | Variação demográfica do município entre 1991 e 2004 | Variação demográfica do município entre 1991 e 2004 |
| --------------------------------------------------- | --------------------------------------------------- | --------------------------------------------------- | --------------------------------------------------- |
| 1991                                                | 1996                                                | 2001                                                | 2004                                                |
| 1262                                                | 1127                                                | 1088                                                | 1073                                                |